# Napoleón Berreaute
Napoleón Berreaute (Santiago del Estero, Argentina, 5 de febrero de 1847 - Buenos Aires, Argentina, 3 de septiembre de 1895) fue un militar argentino, partícipe de la Guerra del Paraguay.

## Biografía

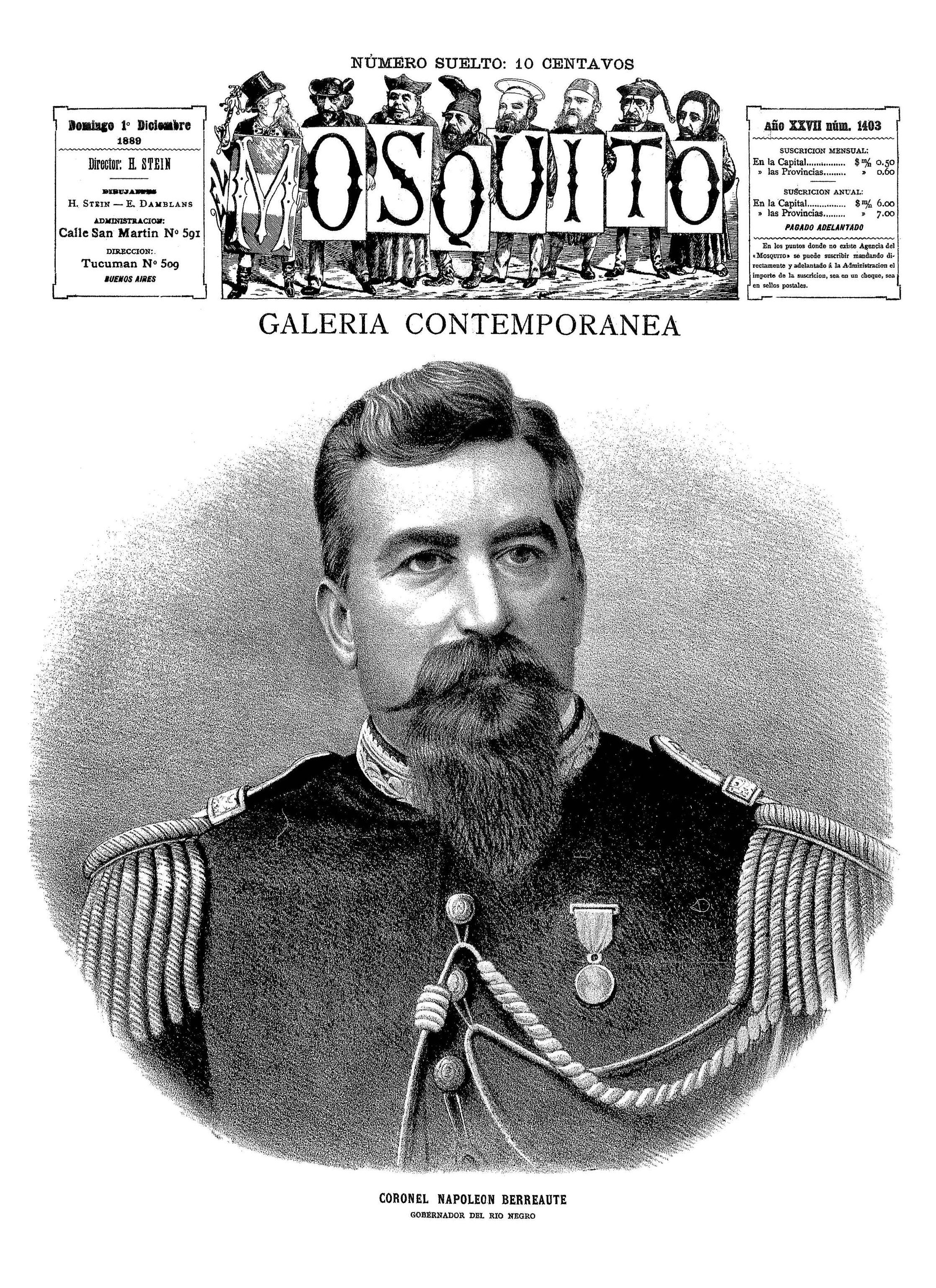
Coronel Napoleón Berreaute en "El Mosquito"

Era hijo del doctor Amadeo Berreaute, francés y de Melitona López, argentina. Su familia sirvió en el ejército, pues su padre fue médico militar en la Guerra del Paraguay y sus hermanos Octavio y Eduardo (también Guerreros del Paraguay), como dos hijos que tuvo revistaron en los cuadros castrenses. Inició sus servicios como capitán del Batallón “Libertad” de Rosario, en 1865, al mando del Coronel José Ramón Esquivel. Luego marchó hacia Concordia donde se incorporó al ejército que mandaba el Presidente Bartolomé Mitre.
En la cruenta campaña del Paraguay se halló en los combates de Pehuajó, en 1866; en Paso de la Patria, toma de Itapirú, Estero Bellaco, Tuyutí y Curupaytí. Volvió nuevamente al campamento de Tuyú-Cué con las fuerzas que regresaron del ataque, y también tomó parte en diversos encuentros hasta que pasó a operar en el Chaco, a las órdenes del General Ignacio Rivas. Se encontró en los combates de Las Lagunas, y en uno de ellos luchó casi incesantemente con toda clase de armas durante tres días y tres noches.
Berreaute fue promovido en 1867 a sargento mayor graduado, y el año siguiente a teniente coronel. Después asistió a la rendición de Humaitá, a la acción de las Lomas Valentinas, a la rendición de Angostura y al ataque en Sierra Azcurra; por su conducta heroica fue reconocido en los partes de guerra.
Finalizada la guerra, regresa a Rosario a la cabeza del Regimiento "Rosario", formado al fusionarse en 1866 los batallones "Libertad" y "General Paz".
En 1870, con su cuerpo de enganchados de Rosario partió hacia Córdoba a causa de la primera rebelión de López Jordán, en Entre Ríos, que se temía repercutiera en esa ciudad, y debió sofocar una sublevación en Fortín Algarrobos, después de un reñido combate. En 1871 contrae matrimonio con Rosa Gordon, hija del conocido médico Enrique Mackay Gordon.
Desempeñó luego numerosas comisiones militares, y en 1886 se lo promovió a Coronel. Al año siguiente era jefe del Regimiento 9 de Infantería, y fue nombrado el 1.º de enero de 1889 gobernador de Río Negro, cargo que ejerció hasta el 22 de septiembre de 1891, donde se reveló como un excelente administrador. Por último, en su carrera de honores actuó como Inspector de los Institutos de Enseñanzas Militares, en el desempeño de cuyo cargo falleció el 3 de septiembre de 1895, víctima de una larga y penosa enfermedad. En su tumba hablaron el Coronel Faustino Miñones, el Mayor Juan A. Mendoza y el doctor Susviela Guarch.